# Arra gyere, amerre én
Az Arra gyere, amerre én kezdetű magyar népdalt Bartók Béla gyűjtötte a Hont vármegyei Ipolyságban 1910-ben. Lajtha László nagyon hasonló dallamot jegyzett le A cseroldalt összejártam kezdetű szöveggel Csíkménaságon 1911-ben. Ez utóbbit Hatforintos nótának nevezik a szövege után.
A két dal annyira hasonló, hogy dallamuk és szövegük keveredik. Kodály–Vargyas mindkettőt közli 252. (Arra gyere) ill. 249-es (A cseroldalt) számon. A Tiszán innen, Dunán túl a 252-es dallamot közli A cseroldalt szöveggel.

## Arra gyere, amerre én
| Arra gyere, amerre én, majd megtudod, hol lakom én. Csipkebokor rózsa mellett, gyere, babám, megölellek. | Eddig, vendég, jól mulattál, Ha tetszenék, elindulnál. Szaladj, gazda, kapjál botra, A vendéget indítsd útra. | Fejik a fekete kecskét, Verik a barna menyecskét. Ott hadd üssék az oldalát, Ne szeresse a más urát. | Jó vagy, uram, verekedni, De nem vagy jó szoknyát venni. Ezt az egyet is úgy vettem, Hogy a szemed békötöttem. |

Feldolgozás:
| Szerző      | Mire    | Mű                                                          | Előadás |
| ----------- | ------- | ----------------------------------------------------------- | ------- |
| Bartók Béla | zongora | Tizenöt magyar parasztdal, Régi táncdalok 7. darab: Allegro | [ 1 ]   |

## A cseroldalt összejártam
| A cseroldalt összejártam, sehol párom nem találtam. Ez a hat forintos nóta, kinek tetszik, járja rája. | Van már nekem szép új csizmám, karácsonyra fel is húznám. Az egyiknél jobb a másik, nincs több rajta, csak három lik. |

A cseroldal cserfával benőtt hegy- vagy domboldal.
Feldolgozás:
| Szerző         | Mire       | Mű                   |
| -------------- | ---------- | -------------------- |
| Kerényi György | két szólam | Kétágú síp, 6. kotta |

## Felvételek
- Arra gyere, amerre én - népdal. Liszt Ferenc Kamarazenekar  YouTube (1988. június 24.)  (Hozzáférés: 2016. április 16.) (audió)
- Palóc népdalok - Erre gyere, amerre én. Kürthy Éva és a Színes bokréta zenekar  YouTube (1961. november 17.)  (Hozzáférés: 2016. április 16.) (audió)
- Eddig vendég. Muzsikás együttes  YouTube (2011. november 28.)  (Hozzáférés: 2017. január 10.) (audió)